# Lijst van rijksmonumenten in Middelburg (binnenstad)/Abdij

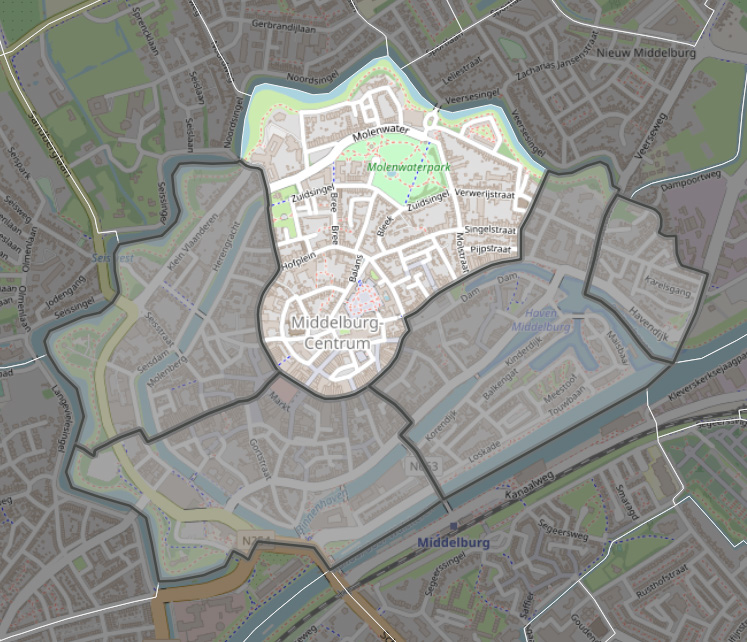
De buurt Abdij in de binnenstad van Middelburg

De buurt Abdij in de binnenstad van Middelburg heeft 388 inschrijvingen in het rijksmonumentenregister; hieronder een overzicht.
| Object | Oorspronkelijke functie?  | Bouwjaar                                       | Architect               | Locatie                              | Coördinaten?                  | Nr.?   | Afbeelding |
| --- | ------------------------- | ---------------------------------------------- | ----------------------- | ------------------------------------ | ----------------------------- | ------ | --- |
| Commissariswoning, voorheen zetel van de raad van Vlaanderen en oorspronkelijk Gravenhof | Bestuursgebouw en onderdl | 13e eeuw, vernieuwd 15e eeuw                   |                         | Abdij 1                              | 51° 30' 1" NB, 3° 36' 51" OL  | 28660  | Commissariswoning, voorheen zetel van de raad van Vlaanderen en oorspronkelijk Gravenhof                                |
| Huis met rechte gevel | Woonhuis                  | 18e eeuw                                       |                         | Abdij 1                              | 51° 30' 1" NB, 3° 36' 50" OL  | 29098  | Upload foto |
| Huis met rechte gevel, kroonlijst met gesneden consoles en datering 1722 | Woonhuis                  | 1722                                           |                         | Abdij 1                              | 51° 30' 1" NB, 3° 36' 50" OL  | 29099  | Upload foto |
| Abdijgedeelte aan de Zuidzijde grenzend aan de Balanspoort, bevatte oorspronkelijk kanunnikenwoningen | Klooster, kloosteronderdl | midden 16e eeuw                                |                         | Abdij 2                              | 51° 30' 3" NB, 3° 36' 51" OL  | 28658  | Abdijgedeelte aan de Zuidzijde grenzend aan de Balanspoort, bevatte oorspronkelijk kanunnikenwoningen                   |
| Abdijgedeelte tussen het Provinciehuis en de Balanspoort, voorheen zetel van het Polderbestuur van Walcheren en het Rijksarchief, oorspronkelijk een vicariswoning en brouwerij, eerder zetel van de Rekenkamer na de brand van 1940 in oude vormen hersteld | Klooster, kloosteronderdl | 1940 (hersteld)                                |                         | Abdij 5                              | 51° 30' 3" NB, 3° 36' 55" OL  | 28666  | Meer afbeeldingen |
| Rechthoekig gebouw in de hoek van het plein naast de doorgang naar het Koorkerkhof | Bestuursgebouw en onderdl | eerste kwart 17e eeuw                          |                         | Abdij 7                              | 51° 30' 1" NB, 3° 36' 55" OL  | 28665  | Rechthoekig gebouw in de hoek van het plein naast de doorgang naar het Koorkerkhof                                      |
| Munttoren | Fort, vesting en -onderdl | midden 15e eeuw                                |                         | Abdij 8                              | 51° 30' 0" NB, 3° 36' 53" OL  | 28662  | Meer afbeeldingen |
| Hoog bakstenen gebouw, haaks op de Commissariswoning aansluitend | Bestuursgebouw en onderdl |                                                |                         | Abdij 10                             | 51° 30' 0" NB, 3° 36' 52" OL  | 28661  | Hoog bakstenen gebouw, haaks op de Commissariswoning aansluitend                                                        |
| Toegangspoort met traptoren | Fort, vesting en -onderdl | eerste helft 16e eeuw                          |                         | Toegangspoort bij abdij              | 51° 30' 1" NB, 3° 36' 55" OL  | 28664  | Meer afbeeldingen |
| Voormalige burgpoort bij abdij | Fort, vesting en -onderdl | 1592                                           |                         | Burgpoort bij abdij                  | 51° 30' 1" NB, 3° 36' 50" OL  | 28659  | Meer afbeeldingen |
| Oorspronkelijk Abtswoning, later vergader- en dienstruimten Provinciale Staten | Kerkelijke dienstwoning   | eerste kwart 16e eeuw                          |                         | Abtswoning bij abdij                 | 51° 30' 1" NB, 3° 36' 54" OL  | 28663  | Oorspronkelijk Abtswoning, later vergader- en dienstruimten Provinciale Staten                                          |
| Kapittelzaal, een naast het pandhof gelegen, door vier kruisgewelven overdekte ruimte | Klooster, kloosteronderdl |                                                |                         | Ruimte naast Pandhof bij abdij       | 51° 29' 59" NB, 3° 36' 51" OL | 28669  | Upload foto |
| Kleine plaats | Klooster, kloosteronderdl |                                                |                         | Kleine plaats bij de abdij           | 51° 29' 60" NB, 3° 36' 53" OL | 28670  | Kleine plaats |
| Pandhof | Klooster, kloosteronderdl | eerste kwart 16e eeuw (pandhof)                |                         | kloostergang bij Abdij               | 51° 29' 59" NB, 3° 36' 52" OL | 28668  | Meer afbeeldingen |
| Balanspoort bij abdij | Versperring               | midden 18e eeuw                                |                         | Balanspoort bij abdij                | 51° 30' 3" NB, 3° 36' 53" OL  | 28657  | Meer afbeeldingen |
| Pomp | Straatmeubilair           |                                                |                         | Kloostergang Abdij                   | 51° 29' 59" NB, 3° 36' 52" OL | 29722  | Meer afbeeldingen |
| Pomp | Straatmeubilair           |                                                |                         | Abdijplein                           | 51° 30' 2" NB, 3° 36' 53" OL  | 29720  | Meer afbeeldingen |
| Bibliotheek van het voormalige museum van het Zeeuws Genootschap der Wetenschappen, tegenwoordig jeugdhonk | Welzijn, kunst en cultuur | 1889                                           | J.A. Frederiks          | Achter het Hofplein 43               | 51° 30' 6" NB, 3° 36' 46" OL  | 508340 | Bibliotheek van het voormalige museum van het Zeeuws Genootschap der Wetenschappen, tegenwoordig jeugdhonk              |
| Huis met gepleisterde rechte gevel | Woonhuis                  | 18e eeuw                                       |                         | Bachtensteene 1                      | 51° 29' 60" NB, 3° 36' 39" OL | 28681  | Huis met gepleisterde rechte gevel                                                                                      |
| Huis met gepleisterde lijstgevel | Woonhuis                  | 18e eeuw                                       |                         | Balans 7                             | 51° 30' 3" NB, 3° 36' 51" OL  | 28682  | Meer afbeeldingen |
| Kantongerecht | Woonhuis                  | derde kwart 17e eeuw                           |                         | Balans 11                            | 51° 30' 4" NB, 3° 36' 51" OL  | 28683  | Meer afbeeldingen |
| Huis met gepleisterde lijstgevel, eenvoudige voordeuromlijsting | Woonhuis                  | 18e-19e eeuw                                   |                         | Balans 13                            | 51° 30' 4" NB, 3° 36' 51" OL  | 28684  | Meer afbeeldingen |
| Huis genaamd 'De wijnperse', met rechte gevel | Woonhuis                  | 18e eeuw                                       |                         | Balans 13A                           | 51° 30' 5" NB, 3° 36' 51" OL  | 28685  | Meer afbeeldingen |
| Waaggebouw | Opslag                    | 18e eeuw                                       |                         | Balans 17                            | 51° 30' 5" NB, 3° 36' 50" OL  | 28686  | Meer afbeeldingen |
| Huis met rechte gevel | Werk-woonhuis             | 17e-18e eeuw                                   |                         | Balans 19                            | 51° 30' 5" NB, 3° 36' 52" OL  | 28687  | Meer afbeeldingen |
| Huis met gepleisterde rechte gevel | Woonhuis                  | 17e-18e-19e eeuw                               |                         | Blindenhoek 1                        | 51° 30' 3" NB, 3° 36' 43" OL  | 28724  | Meer afbeeldingen |
| Pand | Woonhuis                  | waarschijnlijk 17e eeuw                        |                         | Blindenhoek 2                        | 51° 30' 3" NB, 3° 36' 42" OL  | 28726  | Pand |
| Gepleisterd pand, met lijstgevel en dakkapel in het zadeldak | Woonhuis                  | 17e of 18e eeuw                                |                         | Blindenhoek 4                        | 51° 30' 3" NB, 3° 36' 43" OL  | 28727  | Meer afbeeldingen |
| Huis met gepleisterde lijstgevel | Woonhuis                  | 18e eeuw                                       |                         | Blindenhoek 5                        | 51° 30' 3" NB, 3° 36' 43" OL  | 28725  | Huis met gepleisterde lijstgevel                                                                                        |
| Pand met verdieping en zadeldak met dakkapel | Werk-woonhuis             | 17e of 18e eeuw (pand) 19e eeuw (onderpui)     |                         | Blindenhoek 6                        | 51° 30' 2" NB, 3° 36' 43" OL  | 28728  | Meer afbeeldingen |
| Pand met verdieping en zadeldak met dakkapel | Woonhuis                  | 17e of 18e eeuw                                |                         | Blindenhoek 10                       | 51° 30' 2" NB, 3° 36' 43" OL  | 28729  | Meer afbeeldingen |
| Huis met gepleisterde lijstgevel | Woonhuis                  | 18e-19e eeuw                                   |                         | Blindenhoek 16                       | 51° 30' 2" NB, 3° 36' 44" OL  | 28730  | Meer afbeeldingen |
| Hoekhuis blindenhoek met rechte gevels aan de zijde van de blindenhoek en aan de zijde van de bogardstraat | Woonhuis                  | 18e eeuw                                       |                         | Bogardstraat 1                       | 51° 30' 2" NB, 3° 36' 44" OL  | 28732  | Meer afbeeldingen |
| Huis met rechte gevel | Woonhuis                  | 17e-18e eeuw                                   |                         | Bogardstraat 2                       | 51° 30' 2" NB, 3° 36' 45" OL  | 28747  | Upload foto |
| Huis met rechte gevel | Woonhuis                  | 18e-19e eeuw                                   |                         | Bogardstraat 3                       | 51° 30' 2" NB, 3° 36' 44" OL  | 28733  | Huis met rechte gevel                                                                                                   |
| Huis met geverfde lijstgevel | Woonhuis                  | 17e-18e eeuw                                   |                         | Bogardstraat 4                       | 51° 30' 2" NB, 3° 36' 45" OL  | 28748  | Huis met geverfde lijstgevel                                                                                            |
| Huis met geverfde lijstgevel | Woonhuis                  | 18e eeuw                                       |                         | Bogardstraat 5                       | 51° 30' 2" NB, 3° 36' 45" OL  | 28734  | Meer afbeeldingen |
| Huis, genaamd 'Den jongen boomgaard', met geverfde lijstgevel | Woonhuis                  | 17e-18e eeuw                                   |                         | Bogardstraat 6                       | 51° 30' 2" NB, 3° 36' 46" OL  | 28749  | Meer afbeeldingen |
| Huis met gepleisterde lijstgevel | Woonhuis                  | 18e eeuw                                       |                         | Bogardstraat 7                       | 51° 30' 2" NB, 3° 36' 45" OL  | 28735  | Huis met gepleisterde lijstgevel                                                                                        |
| Huis met geverfde rechte gevel | Woonhuis                  | 18e eeuw                                       |                         | Bogardstraat 8                       | 51° 30' 2" NB, 3° 36' 46" OL  | 28750  | Meer afbeeldingen |
| Huis met geverfde lijstgevel | Woonhuis                  | 18e eeuw                                       |                         | Bogardstraat 9                       | 51° 30' 3" NB, 3° 36' 46" OL  | 28736  | Huis met geverfde lijstgevel                                                                                            |
| Huis met geverfde rechte gevel | Woonhuis                  | 17e-18e eeuw                                   |                         | Bogardstraat 10                      | 51° 30' 2" NB, 3° 36' 47" OL  | 28751  | Meer afbeeldingen |
| Huis met lijstgevel | Woonhuis                  | 18e eeuw                                       |                         | Bogardstraat 14                      | 51° 30' 2" NB, 3° 36' 47" OL  | 28752  | Huis met lijstgevel |
| Huis met gecementeerde rechte gevel met gootlijst op consoles | Woonhuis                  | 18e eeuw                                       |                         | Bogardstraat 15                      | 51° 30' 3" NB, 3° 36' 47" OL  | 28737  | Huis met gecementeerde rechte gevel met gootlijst op consoles                                                           |
| Huis met rechte gevel | Woonhuis                  | 18e-19e eeuw                                   |                         | Bogardstraat 17                      | 51° 30' 3" NB, 3° 36' 47" OL  | 28738  | Huis met rechte gevel                                                                                                   |
| Huis met gepleisterde lijstgevel en zijtrapgevel | Woonhuis                  | 18e eeuw                                       |                         | Bogardstraat 18                      | 51° 30' 2" NB, 3° 36' 48" OL  | 28753  | Huis met gepleisterde lijstgevel en zijtrapgevel                                                                        |
| Huis met geverfde lijstgevel, zijtopgevel met vlechtingen | Woonhuis                  | 17e-18e eeuw                                   |                         | Bogardstraat 19                      | 51° 30' 3" NB, 3° 36' 48" OL  | 28739  | Meer afbeeldingen |
| Geprofileerde tuinpoort | Erfscheiding              |                                                |                         | Bogardstraat bij 19                  | 51° 30' 3" NB, 3° 36' 48" OL  | 28745  | Upload foto |
| Huis met lijstgevel | Woonhuis                  | 18e eeuw                                       |                         | Bogardstraat 20                      | 51° 30' 2" NB, 3° 36' 48" OL  | 28754  | Huis met lijstgevel |
| Huis met geverfde lijstgevel | Woonhuis                  | 18e eeuw                                       |                         | Bogardstraat 21                      | 51° 30' 3" NB, 3° 36' 49" OL  | 28740  | Meer afbeeldingen |
| Huis met geverfde lijstgevel | Woonhuis                  | 18e eeuw                                       |                         | Bogardstraat 23                      | 51° 30' 3" NB, 3° 36' 49" OL  | 28741  | Meer afbeeldingen |
| Huis met geverfde rechte gevel | Woonhuis                  | 18e eeuw                                       |                         | Bogardstraat 25                      | 51° 30' 3" NB, 3° 36' 49" OL  | 28742  | Huis met geverfde rechte gevel                                                                                          |
| Huis met geverfde lijstgevel | Woonhuis                  | 17e-18e eeuw                                   |                         | Bogardstraat 31                      | 51° 30' 3" NB, 3° 36' 50" OL  | 28743  | Meer afbeeldingen |
| Hoekhuis balans | Woonhuis                  | 19e-20e eeuw                                   |                         | Bogardstraat 33                      | 51° 30' 3" NB, 3° 36' 50" OL  | 28744  | Hoekhuis balans |
| Singelzicht | Woonhuis                  | 1860                                           |                         | Branderijmolengang 22                | 51° 30' 19" NB, 3° 36' 53" OL | 508346 | Singelzicht |
| Apart genummerde ingang in zijgevel van hoekpand Wagenaarstraat 9 | Onderdeel woningen e.d.   | 17e-18e eeuw                                   |                         | Bree 1                               | 51° 30' 7" NB, 3° 36' 49" OL  | 28773  | Apart genummerde ingang in zijgevel van hoekpand Wagenaarstraat 9                                                       |
| Apart genummerde ingang in gepleisterde zijgevel van het pand Wagenaarstraat 11 | Onderdeel woningen e.d.   | 17e-18e eeuw                                   |                         | Bree 2                               | 51° 30' 6" NB, 3° 36' 50" OL  | 28775  | Apart genummerde ingang in gepleisterde zijgevel van het pand Wagenaarstraat 11                                         |
| Dwarshuis met gecementeerde gevel en gootlijst op klossen | Woonhuis                  | 17e eeuw                                       |                         | Bree 3                               | 51° 30' 7" NB, 3° 36' 49" OL  | 28774  | Meer afbeeldingen |
| Huis met lijstgevel | Woonhuis                  | 18e eeuw                                       |                         | Bree 26                              | 51° 30' 9" NB, 3° 36' 49" OL  | 28776  | Meer afbeeldingen |
| Huis met lijstgevel in lijst gedateerd 1737 | Woonhuis                  | 1737 (datering)                                |                         | Bree 30                              | 51° 30' 9" NB, 3° 36' 49" OL  | 28777  | Meer afbeeldingen |
| Huis met lijstgevel in lijst gedateerd 1737 | Woonhuis                  | 1737 (datering)                                |                         | Bree 34                              | 51° 30' 9" NB, 3° 36' 49" OL  | 28778  | Meer afbeeldingen |
| Huis met lijstgevel in lijst gedateerd 1737 | Woonhuis                  | 1737 (datering)                                |                         | Bree 38                              | 51° 30' 9" NB, 3° 36' 50" OL  | 28779  | Meer afbeeldingen |
| Huis met lijstgevel | Werk-woonhuis             | 18e eeuw                                       |                         | Bree 40                              | 51° 30' 9" NB, 3° 36' 49" OL  | 28780  | Meer afbeeldingen |
| Huis met lijstgevel, in lijst gedateerd anno 1737 | Woonhuis                  | 1737 (datering)                                |                         | Bree 44                              | 51° 30' 10" NB, 3° 36' 49" OL | 28781  | Meer afbeeldingen |
| Huis met brede lijstgevel | Woonhuis                  | 1742                                           |                         | Bree 48                              | 51° 30' 10" NB, 3° 36' 50" OL | 28782  | Meer afbeeldingen |
| Huis met rechte gevel en schilddak | Woonhuis                  | 18e eeuw                                       |                         | Dam 17                               | 51° 30' 3" NB, 3° 37' 3" OL   | 28797  | Meer afbeeldingen |
| De Grote en de Kleine Christoffel | Woonhuis                  | eerste helft 19e eeuw                          |                         | Dam 21                               | 51° 30' 3" NB, 3° 37' 3" OL   | 28798  | Meer afbeeldingen |
| Huis met eenvoudige geverfde lijstgevel. Stoep | Woonhuis                  | 18e eeuw                                       |                         | Dam 23                               | 51° 30' 3" NB, 3° 37' 4" OL   | 28799  | Meer afbeeldingen |
| Huis met gecementeerde lijstgevel | Woonhuis                  | 18e-19e eeuw                                   |                         | Dam 25                               | 51° 30' 3" NB, 3° 37' 4" OL   | 28800  | Meer afbeeldingen |
| Huis met gepleisterde lijstgevel | Woonhuis                  | 18e eeuw                                       |                         | Dam 27                               | 51° 30' 3" NB, 3° 37' 4" OL   | 28801  | Meer afbeeldingen |
| Huis met gepleisterde rechte gevel | Woonhuis                  | 18e-19e eeuw                                   |                         | Dam 29                               | 51° 30' 3" NB, 3° 37' 4" OL   | 28802  | Meer afbeeldingen |
| Tuinpoortje, houten boogpoortje | Erfscheiding              |                                                |                         | Tuinpoortje Achter Dam 31 Spuistraat | 51° 30' 4" NB, 3° 37' 4" OL   | 29588  | Upload foto |
| Huis met brede lijstgevel in grote orde gezet op natuurstenen basement | Woonhuis                  | 18e-19e eeuw                                   |                         | Dam 31                               | 51° 30' 3" NB, 3° 37' 5" OL   | 28803  | Meer afbeeldingen |
| Huis met gepleisterde rechte gevel | Woonhuis                  | 18e eeuw                                       |                         | Dam 33                               | 51° 30' 3" NB, 3° 37' 5" OL   | 28804  | Meer afbeeldingen |
| Huis met rechte gevel | Woonhuis                  | 18e eeuw                                       |                         | Dam 39                               | 51° 30' 4" NB, 3° 37' 6" OL   | 28805  | Meer afbeeldingen |
| Huis met lijstgevel op natuurstenen plint met zwartgeschilderde banden | Woonhuis                  | 18e eeuw                                       |                         | Dam 41                               | 51° 30' 4" NB, 3° 37' 6" OL   | 28806  | Meer afbeeldingen |
| Huis met rechte gevel en van pirons voorzien schilddak aan de straat | Woonhuis                  | 18e eeuw                                       |                         | Dam 43                               | 51° 30' 4" NB, 3° 37' 7" OL   | 28807  | Meer afbeeldingen |
| Cleen Burgonje | Gebouw                    | 18e eeuw                                       |                         | Dam 45                               | 51° 30' 5" NB, 3° 37' 8" OL   | 28808  | Meer afbeeldingen |
| Huis met lijstgevel en door pirons bekroond schilddak aan de straat | Woonhuis                  | 18e eeuw                                       |                         | Dam 47                               | 51° 30' 4" NB, 3° 37' 8" OL   | 28809  | Meer afbeeldingen |
| Huis met eenvoudige lijstgevel | Woonhuis                  | 18e eeuw                                       |                         | Dam 51                               | 51° 30' 5" NB, 3° 37' 9" OL   | 28810  | Huis met eenvoudige lijstgevel                                                                                          |
| Den gouden Cruyse | Woonhuis                  | 18e eeuw                                       |                         | Dam 53                               | 51° 30' 5" NB, 3° 37' 9" OL   | 28811  | Meer afbeeldingen |
| De vrijheit | Woonhuis                  | 18e eeuw                                       |                         | Dam 55                               | 51° 30' 5" NB, 3° 37' 9" OL   | 28812  | Meer afbeeldingen |
| Huis met rechte gevel en door pirons bekroond schilddak aan de straat | Woonhuis                  | 18e eeuw                                       |                         | Dam 57                               | 51° 30' 5" NB, 3° 37' 9" OL   | 28813  | Meer afbeeldingen |
| 'Clean Rochelle'/'Cleen Rochele' | Woonhuis                  | 17e-18e eeuw                                   |                         | Dam 59                               | 51° 30' 5" NB, 3° 37' 10" OL  | 28814  | Meer afbeeldingen |
| Het Vliegend Hert/de Rochelle | Woonhuis                  | 18e-19e eeuw                                   |                         | Dam 61                               | 51° 30' 5" NB, 3° 37' 10" OL  | 28815  | Meer afbeeldingen |
| Huis met rechte gevel | Woonhuis                  | 18e eeuw                                       |                         | Dam 63                               | 51° 30' 5" NB, 3° 37' 11" OL  | 28816  | Meer afbeeldingen |
| Het Groene Woud | Woonhuis                  | 18e eeuw                                       |                         | Dam 65                               | 51° 30' 5" NB, 3° 37' 11" OL  | 28817  | Meer afbeeldingen |
| Huis met rechte gevel en schilddak aan de straat | Woonhuis                  | 18e eeuw                                       |                         | Dam 67                               | 51° 30' 5" NB, 3° 37' 11" OL  | 28818  | Meer afbeeldingen |
| Huis met rechte gevel | Woonhuis                  | 19e eeuw                                       |                         | Dam 69                               | 51° 30' 5" NB, 3° 37' 12" OL  | 28819  | Meer afbeeldingen |
| Huis met gecementeerde lijstgevel | Woonhuis                  | 1638                                           |                         | Dam 71                               | 51° 30' 5" NB, 3° 37' 12" OL  | 28820  | Meer afbeeldingen |
| Den gouden hoorn | Woonhuis                  | 18e eeuw                                       |                         | Dam 73                               | 51° 30' 5" NB, 3° 37' 12" OL  | 28821  | Meer afbeeldingen |
| De hope | Woonhuis                  | 18e-19e eeuw                                   |                         | Dam 75                               | 51° 30' 5" NB, 3° 37' 13" OL  | 28822  | Meer afbeeldingen |
| Huis met gepleisterde lijstgevel | Woonhuis                  | 18e eeuw                                       |                         | Dam 77                               | 51° 30' 5" NB, 3° 37' 13" OL  | 28823  | Meer afbeeldingen |
| Huis met klokgevel | Woonhuis                  | 18e=19e eeuw                                   |                         | Dam 79                               | 51° 30' 5" NB, 3° 37' 13" OL  | 28824  | Meer afbeeldingen |
| Huis met gecementeerde lijstgevel op smalle natuurstenen voet | Woonhuis                  | 18e-18e eeuw                                   |                         | Dam 81                               | 51° 30' 5" NB, 3° 37' 14" OL  | 28825  | Meer afbeeldingen |
| Huis met geverfde afgeknotte topgevel | Woonhuis                  | 17e eeuw                                       |                         | Damplein 1                           | 51° 29' 59" NB, 3° 36' 58" OL | 28848  | Huis met geverfde afgeknotte topgevel                                                                                   |
| Fors pand met gepleisterde natuurstenen gevel | Handel en kantoor         | 16e-18e eeuw                                   |                         | Damplein 1 A                         | 51° 29' 60" NB, 3° 36' 58" OL | 29395  | Meer afbeeldingen |
| Huis met rechte gevel | Woonhuis                  | 18e-19e eeuw                                   |                         | Damplein 5                           | 51° 30' 1" NB, 3° 36' 59" OL  | 28849  | Meer afbeeldingen |
| Huis met rechte gevel | Woonhuis                  | 18e eeuw                                       |                         | Damplein 7                           | 51° 30' 1" NB, 3° 36' 59" OL  | 28850  | Meer afbeeldingen |
| Huis genaamd 'De vrijman' | Woonhuis                  | 17e eeuw                                       |                         | Damplein 9                           | 51° 30' 1" NB, 3° 36' 59" OL  | 28851  | Meer afbeeldingen |
| Huis met gepleisterde rechte gevel | Woonhuis                  | 18e eeuw                                       |                         | Damplein 11                          | 51° 30' 1" NB, 3° 36' 60" OL  | 28852  | Meer afbeeldingen |
| Huis met pilastergevel | Woonhuis                  | 17e-18e eeuw                                   |                         | Damplein 13                          | 51° 30' 1" NB, 3° 36' 60" OL  | 28853  | Meer afbeeldingen |
| Huis met gepleisterde enigszins overkragende lijstgevel | Woonhuis                  | 18e-19e eeuw                                   |                         | Damplein 15                          | 51° 30' 1" NB, 3° 37' 0" OL   | 28854  | Huis met gepleisterde enigszins overkragende lijstgevel                                                                 |
| Huis met eenvoudige lijstgevel | Werk-woonhuis             | 18e eeuw                                       |                         | Damplein 17                          | 51° 30' 1" NB, 3° 37' 0" OL   | 28855  | Meer afbeeldingen |
| Huis met gepleisterde lijstgevel | Woonhuis                  | 18e eeuw                                       |                         | Damplein 19                          | 51° 30' 1" NB, 3° 37' 0" OL   | 28856  | Huis met gepleisterde lijstgevel                                                                                        |
| Huis met rechte gevel op plint van natuursteen met zwartgeschilderde banden | Woonhuis                  | 18e eeuw                                       |                         | Damplein 21                          | 51° 30' 2" NB, 3° 37' 1" OL   | 28857  | Meer afbeeldingen |
| Huis met gepleisterde lijstgevel | Woonhuis                  | 18e eeuw                                       |                         | Damplein 23                          | 51° 30' 2" NB, 3° 37' 1" OL   | 28858  | Meer afbeeldingen |
| Huis met rechte gevel | Woonhuis                  | 1786 (huis) laatste kwart 19e eeuw (winkelpui) |                         | Damplein 25                          | 51° 30' 2" NB, 3° 37' 1" OL   | 28859  | Meer afbeeldingen |
| Huis met natuurstenen trapgevel, bekroond door overhoekse toppilaster | Handel en kantoor         | 16e eeuw                                       |                         | Damplein 29                          | 51° 30' 2" NB, 3° 37' 1" OL   | 28860  | Huis met natuurstenen trapgevel, bekroond door overhoekse toppilaster                                                   |
| Overbouwde doorgang naar achterterrein | Onderdeel woningen e.d.   | 16e eeuw                                       |                         | Damplein bij 29                      | 51° 30' 2" NB, 3° 37' 1" OL   | 28861  | Meer afbeeldingen |
| Huis met forse rechte gevel rustend op plint van hardsteen met zwartgeverfde banden en aan weerszijden afgesloten met hoekblokken | Handel en kantoor         | 18e eeuw                                       |                         | Damplein 33                          | 51° 30' 2" NB, 3° 37' 2" OL   | 28862  | Meer afbeeldingen |
| Huis genaamd 'De gouden roze' | Woonhuis                  | 18e eeuw                                       |                         | Damplein 35                          | 51° 30' 2" NB, 3° 37' 2" OL   | 28863  | Huis genaamd 'De gouden roze'                                                                                           |
| Huis met lijstgevel | Woonhuis                  | 18e eeuw                                       |                         | Damplein 37                          | 51° 30' 3" NB, 3° 37' 2" OL   | 28864  | Huis met lijstgevel |
| Overbouwd poortje, toegang gevend tot pakhuisgang | Fort, vesting en -onderdl |                                                |                         | Damplein bij 37                      | 51° 30' 3" NB, 3° 37' 3" OL   | 28865  | Upload foto |
| Toegang tot het terrein | Fort, vesting en -onderdl | 1620                                           |                         | Poortje bij De Drie Tonnen           | 51° 30' 2" NB, 3° 36' 46" OL  | 28746  | Toegang tot het terrein                                                                                                 |
| Nieuwe Kerk | Kerk en kerkonderdeel     | 16e eeuw en later                              |                         | Groenmarkt bij 12                    | 51° 29' 58" NB, 3° 36' 51" OL | 28673  | Meer afbeeldingen |
| Wandelkerk of Tussenkerk met grafmonument van de gebroeders Evertsen | Kerk en kerkonderdeel     | 13e eeuw                                       |                         | Groenmarkt 12                        | 51° 29' 59" NB, 3° 36' 53" OL | 28672  | Meer afbeeldingen |
| Bakstenen gebouw van twee verdiepingenkruisstaat | Kerkelijke dienstwoning   | eerste kwart 16e eeuw                          |                         | Groenmarkt 14                        | 51° 30' 1" NB, 3° 36' 50" OL  | 28920  | Upload foto |
| Refter | Klooster, kloosteronderdl |                                                |                         | Groenmarkt                           | 51° 29' 60" NB, 3° 36' 50" OL | 28919  | Refter |
| Apart genummerde ingang in gepleisterde zijgevel van het pand Korte Noordstraat 2 | Onderdeel woningen e.d.   |                                                |                         | Hofplein 1                           | 51° 30' 5" NB, 3° 36' 42" OL  | 28963  | Apart genummerde ingang in gepleisterde zijgevel van het pand Korte Noordstraat 2                                       |
| Apart genummerde zijingang van het pand Lange Noordstraat 70 | Onderdeel woningen e.d.   |                                                |                         | Hofplein 2                           | 51° 30' 4" NB, 3° 36' 43" OL  | 28964  | Apart genummerde zijingang van het pand Lange Noordstraat 70                                                            |
| Van de Perrehuis | Woonhuis                  | 1766                                           | J.P. van Baurscheidt jr | Hofplein 8                           | 51° 30' 4" NB, 3° 36' 44" OL  | 28965  | Meer afbeeldingen |
| Tweezijdig aangebouwd herenhuis in eclectische stijl | Woonhuis                  | ca. 1895                                       |                         | Hofplein 9                           | 51° 30' 6" NB, 3° 36' 44" OL  | 508339 | Tweezijdig aangebouwd herenhuis in eclectische stijl                                                                    |
| Domineeswoning | Woonhuis                  | 18e eeuw                                       |                         | Hofplein 12                          | 51° 30' 5" NB, 3° 36' 45" OL  | 28966  | Meer afbeeldingen |
| Brouwerijpoort 'De Drye Tonnekens' | Erfscheiding              | 1620                                           |                         | Hofplein 14                          | 51° 30' 5" NB, 3° 36' 45" OL  | 28967  | Meer afbeeldingen |
| De Swarte Leeuw | Woonhuis                  |                                                |                         | Hofplein 22                          | 51° 30' 5" NB, 3° 36' 46" OL  | 29692  | Meer afbeeldingen |
| Huis met rechte gepleisterde gevel | Woonhuis                  | 18e eeuw                                       |                         | Koepoortstraat 1                     | 51° 30' 8" NB, 3° 37' 5" OL   | 29050  | Meer afbeeldingen |
| Huis genaamd 'Graaf Maurits' met zeven traveeën brede lijstgevel op hardstenen plint | Woonhuis                  | 18e eeuw                                       |                         | Koepoortstraat 2                     | 51° 30' 8" NB, 3° 37' 6" OL   | 29059  | Meer afbeeldingen |
| Huis genaamd 'De roode lelie' | Woonhuis                  | 18e eeuw                                       |                         | Koepoortstraat 3                     | 51° 30' 8" NB, 3° 37' 5" OL   | 29051  | Meer afbeeldingen |
| Herenhuis gebouwd op de restanten van een afgebroken pand | Woonhuis                  | 1908                                           |                         | Koepoortstraat 4                     | 51° 30' 9" NB, 3° 37' 6" OL   | 508331 | Herenhuis gebouwd op de restanten van een afgebroken pand                                                               |
| Huis met deftige lijstgevel op voet van natuursteen met zwartgeverfde banden en aan weerszijden afgezet door natuurstenen blokpilasters | Woonhuis                  | 18e eeuw                                       |                         | Koepoortstraat 6                     | 51° 30' 9" NB, 3° 37' 6" OL   | 29060  | Meer afbeeldingen |
| Huis met lijstgevel waarin eenvoudige voordeuromlijsting | Woonhuis                  | 18e eeuw                                       |                         | Koepoortstraat 8                     | 51° 30' 10" NB, 3° 37' 6" OL  | 29061  | Huis met lijstgevel waarin eenvoudige voordeuromlijsting                                                                |
| Huis met lijstgevel | Woonhuis                  | 18e eeuw                                       |                         | Koepoortstraat 10                    | 51° 30' 10" NB, 3° 37' 6" OL  | 29062  | Huis met lijstgevel |
| Huis met eenvoudige lijstgevel | Woonhuis                  | 18e eeuw                                       |                         | Koepoortstraat 12                    | 51° 30' 10" NB, 3° 37' 6" OL  | 29063  | Huis met eenvoudige lijstgevel                                                                                          |
| Huis met eenvoudige lijstgevel en idem voordeuromlijsting | Woonhuis                  | 18e eeuw                                       |                         | Koepoortstraat 14                    | 51° 30' 10" NB, 3° 37' 6" OL  | 29064  | Huis met eenvoudige lijstgevel en idem voordeuromlijsting                                                               |
| Huis met geverfde rechte gevel | Woonhuis                  | 18e eeuw                                       |                         | Koepoortstraat 15                    | 51° 30' 9" NB, 3° 37' 5" OL   | 29052  | Meer afbeeldingen |
| Huis met eenvoudige lijstgevel | Woonhuis                  | 1742                                           |                         | Koepoortstraat 16                    | 51° 30' 10" NB, 3° 37' 6" OL  | 29065  | Meer afbeeldingen |
| Huis met rechte gevel | Woonhuis                  | 18e eeuw                                       |                         | Koepoortstraat 17                    | 51° 30' 10" NB, 3° 37' 5" OL  | 29053  | Meer afbeeldingen |
| Huis met geverfde lijstgevel, onderbouw gepleisterd | Woonhuis                  | 18e eeuw                                       |                         | Koepoortstraat 18                    | 51° 30' 10" NB, 3° 37' 5" OL  | 29066  | Meer afbeeldingen |
| Huis met rechte gevel, kroonlijst met gesneden consoles | Woonhuis                  | 18e eeuw                                       |                         | Koepoortstraat 19                    | 51° 30' 10" NB, 3° 37' 5" OL  | 29054  | Meer afbeeldingen |
| Huis met gecementeerde lijstgevel, muurankers | Woonhuis                  | 18e eeuw                                       |                         | Koepoortstraat 20                    | 51° 30' 11" NB, 3° 37' 5" OL  | 29067  | Meer afbeeldingen |
| Huis met rechte gevel | Woonhuis                  | 18e-19e eeuw                                   |                         | Koepoortstraat 21                    | 51° 30' 10" NB, 3° 37' 5" OL  | 29055  | Meer afbeeldingen |
| Huis met lijstgevel | Woonhuis                  | 18e eeuw                                       |                         | Koepoortstraat 23                    | 51° 30' 10" NB, 3° 37' 5" OL  | 29056  | Meer afbeeldingen |
| Huis met gepleisterde lijstgevel en driehoekig bekroonde dakkapel | Woonhuis                  | 18e eeuw                                       |                         | Koepoortstraat 25                    | 51° 30' 10" NB, 3° 37' 5" OL  | 29057  | Meer afbeeldingen |
| Hoekhuis met lijstgevels aan de zuidsingel en aan de molstraat | Woonhuis                  | 19e eeuw                                       |                         | Koepoortstraat 27                    | 51° 30' 10" NB, 3° 37' 4" OL  | 29058  | Meer afbeeldingen |
| Pand met rechte gevel | Woonhuis                  | 18e eeuw                                       |                         | Koorkerkhof 10                       | 51° 29' 58" NB, 3° 36' 56" OL | 29070  | Pand met rechte gevel                                                                                                   |
| Huis met rechte gevel | Woonhuis                  | 18e eeuw                                       |                         | Koorkerkhof 12                       | 51° 29' 58" NB, 3° 36' 56" OL | 29071  | Upload foto |
| Huis met geverfde lijstgevel | Woonhuis                  | 17e-18e eeuw                                   |                         | Koorkerkhof 16                       | 51° 29' 59" NB, 3° 36' 56" OL | 29072  | Meer afbeeldingen |
| Woning | Woonhuis                  |                                                |                         | Koorkerkhof 24                       | 51° 30' 1" NB, 3° 36' 55" OL  | 29073  | Upload foto |
| Huis met geverfde rechte gevel | Woonhuis                  | 17e-19e eeuw                                   |                         | Korte Giststraat 3                   | 51° 30' 0" NB, 3° 36' 57" OL  | 29097  | Meer afbeeldingen |
| Huis met eenvoudige lijstgevel | Woonhuis                  | 18e-19e eeuw                                   |                         | Korte Giststraat 8                   | 51° 29' 60" NB, 3° 36' 57" OL | 29100  | Meer afbeeldingen |
| Huis met rechte gevel, zijtopgevel met vlechtingen | Woonhuis                  |                                                |                         | Korte Giststraat 10                  | 51° 29' 60" NB, 3° 36' 56" OL | 29101  | Meer afbeeldingen |
| Huis met gecementeerde lijstgevel | Woonhuis                  | 18e-19e eeuw                                   |                         | Korte Noordstraat 2                  | 51° 30' 5" NB, 3° 36' 42" OL  | 29114  | Meer afbeeldingen |
| Huis met gepleisterde rechte gevel | Woonhuis                  | 17e-19e eeuw                                   |                         | Korte Noordstraat 6                  | 51° 30' 5" NB, 3° 36' 42" OL  | 29115  | Meer afbeeldingen |
| Huis met lijstgevel, gepleisterde onderbouw met dubbele voordeur | Woonhuis                  | 17e-19e eeuw                                   |                         | Korte Noordstraat 12                 | 51° 30' 6" NB, 3° 36' 41" OL  | 29116  | Meer afbeeldingen |
| Huis met rechte gepleisterde gevel | Woonhuis                  | 17e-19e eeuw                                   |                         | Korte Noordstraat 16                 | 51° 30' 6" NB, 3° 36' 41" OL  | 29117  | Meer afbeeldingen |
| Pand met rechte gevel, die twee huizen combineert | Werk-woonhuis             | 17e-18e eeuw                                   |                         | Korte Noordstraat 20                 | 51° 30' 6" NB, 3° 36' 41" OL  | 29118  | Meer afbeeldingen |
| Huis met rechte gecementeerde gevel | Woonhuis                  | 18e eeuw                                       |                         | Korte Noordstraat 22                 | 51° 30' 7" NB, 3° 36' 41" OL  | 29119  | Meer afbeeldingen |
| Huis met geverfde rechte gevel, kroonlijst met in cartouches datering 1736 en met fraai gesneden consoles | Woonhuis                  | 1736                                           |                         | Korte Noordstraat 24                 | 51° 30' 7" NB, 3° 36' 41" OL  | 29120  | Meer afbeeldingen |
| Huis met gepleisterde lijstgevel | Woonhuis                  | 18e eeuw                                       |                         | Korte Noordstraat 26                 | 51° 30' 7" NB, 3° 36' 41" OL  | 29121  | Meer afbeeldingen |
| Huis met geverfde rechte gevel, kroonlijst met eenvoudige consoles | Woonhuis                  | 18e eeuw                                       |                         | Korte Noordstraat 28                 | 51° 30' 7" NB, 3° 36' 41" OL  | 29122  | Meer afbeeldingen |
| Huis genaamd 'Dondermonde' met rechte gevel | Woonhuis                  | 18e eeuw                                       |                         | Korte Noordstraat 30                 | 51° 30' 7" NB, 3° 36' 41" OL  | 29123  | Meer afbeeldingen |
| Huis met door lijstje afgeknotte topgevel | Woonhuis                  | 17e-19e eeuw                                   |                         | Korte Noordstraat 32                 | 51° 30' 7" NB, 3° 36' 41" OL  | 29124  | Meer afbeeldingen |
| Huis met trapgevel | Woonhuis                  | 17e eeuw                                       |                         | Lange Delft 119                      | 51° 29' 57" NB, 3° 36' 57" OL | 29165  | Meer afbeeldingen |
| Huis met rechte gevel, lijst met consoles | Woonhuis                  |                                                |                         | Lange Delft 123                      | 51° 29' 57" NB, 3° 36' 57" OL | 29166  | Huis met rechte gevel, lijst met consoles                                                                               |
| Huis met lijstgevel, in gevelsteen 1654 | Werk-woonhuis             |                                                |                         | Lange Delft 125                      | 51° 29' 58" NB, 3° 36' 57" OL | 29167  | Huis met lijstgevel, in gevelsteen 1654                                                                                 |
| Huis met rechte gevel en door pirons bekroond schilddak aan de straat | Werk-woonhuis             |                                                |                         | Lange Delft 127                      | 51° 29' 58" NB, 3° 36' 57" OL | 29168  | Meer afbeeldingen |
| Huis genaamd 'De Morinne' | Werk-woonhuis             |                                                |                         | Lange Delft 133                      | 51° 29' 58" NB, 3° 36' 58" OL | 29169  | Meer afbeeldingen |
| Huis met gepleisterde rechte gevel | Werk-woonhuis             | 18e eeuw                                       |                         | Lange Noordstraat 34                 | 51° 29' 60" NB, 3° 36' 39" OL | 29196  | Huis met gepleisterde rechte gevel                                                                                      |
| Twee huizen gecombineerd achter een rechte gevel | Handel en kantoor         | 18e eeuw                                       |                         | Lange Noordstraat 40                 | 51° 30' 1" NB, 3° 36' 39" OL  | 29197  | Meer afbeeldingen |
| Huis met eenvoudige lijstgevel | Werk-woonhuis             | 18e-19e eeuw                                   |                         | Lange Noordstraat 44                 | 51° 30' 1" NB, 3° 36' 39" OL  | 29198  | Meer afbeeldingen |
| Huis met eenvoudige lijstgevel | Werk-woonhuis             | 18e-19e eeuw                                   |                         | Lange Noordstraat 46                 | 51° 30' 1" NB, 3° 36' 39" OL  | 29199  | Meer afbeeldingen |
| Huis met geverfde lijstgevel | Woonhuis                  | 18e eeuw                                       |                         | Lange Noordstraat 50                 | 51° 30' 2" NB, 3° 36' 40" OL  | 29200  | Meer afbeeldingen |
| Huis met rechte gevel | Woonhuis                  | 18e eeuw                                       |                         | Lange Noordstraat 54                 | 51° 30' 2" NB, 3° 36' 40" OL  | 29201  | Meer afbeeldingen |
| Huis met gepleisterde rechte gevel | Werk-woonhuis             | 18e eeuw                                       |                         | Lange Noordstraat 56                 | 51° 30' 2" NB, 3° 36' 40" OL  | 29202  | Meer afbeeldingen |
| Huis met trapgevel | Werk-woonhuis             | 17e eeuw                                       |                         | Lange Noordstraat 58                 | 51° 30' 3" NB, 3° 36' 40" OL  | 29203  | Meer afbeeldingen |
| Huis genaamd 'De milde meerten' | Woonhuis                  | 18e eeuw                                       |                         | Lange Noordstraat 60                 | 51° 30' 3" NB, 3° 36' 41" OL  | 29204  | Meer afbeeldingen |
| Doopsgezinde kerk | Kerk en kerkonderdeel     | 1889                                           | K. Stoffels             | Lange Noordstraat 62                 | 51° 30' 3" NB, 3° 36' 41" OL  | 508332 | Meer afbeeldingen |
| Huis genaamd 'Mournouw' | Handel en kantoor         | 17e eeuw                                       |                         | Lange Noordstraat 64                 | 51° 30' 3" NB, 3° 36' 41" OL  | 29205  | Meer afbeeldingen |
| Huis met rechte gevel | Woonhuis                  | 18e eeuw                                       |                         | Lange Noordstraat 66                 | 51° 30' 4" NB, 3° 36' 42" OL  | 29206  | Meer afbeeldingen |
| Omvangrijk pand | Woonhuis                  | 16e-19e eeuw                                   |                         | Lange Noordstraat 68                 | 51° 30' 4" NB, 3° 36' 42" OL  | 29207  | Meer afbeeldingen |
| Huis met gepleisterde lijstgevel | Woonhuis                  |                                                |                         | Latijnse Schoolstraat 2              | 51° 30' 1" NB, 3° 36' 44" OL  | 29260  | Meer afbeeldingen |
| Dwarshuis met geverfde gevel | Woonhuis                  |                                                |                         | Latijnse Schoolstraat 5              | 51° 30' 1" NB, 3° 36' 45" OL  | 29255  | Dwarshuis met geverfde gevel                                                                                            |
| Huis met gepleisterde rechte gevel | Woonhuis                  |                                                |                         | Latijnse Schoolstraat 6              | 51° 30' 1" NB, 3° 36' 44" OL  | 29261  | Huis met gepleisterde rechte gevel                                                                                      |
| Overbouwde poort naar het achterterrein van het gymnasium | Erfscheiding              |                                                |                         | Latijnse Schoolstraat bij 6          | 51° 30' 1" NB, 3° 36' 44" OL  | 29262  | Overbouwde poort naar het achterterrein van het gymnasium                                                               |
| Latijnse School | Onderwijs en wetenschap   |                                                |                         | Latijnse Schoolstraat 10             | 51° 30' 0" NB, 3° 36' 45" OL  | 29263  | Meer afbeeldingen |
| Breed huis genaamd 'De wijzer' met rechte gevel op smalle natuurstenen voet | Woonhuis                  |                                                |                         | Latijnse Schoolstraat 11             | 51° 30' 1" NB, 3° 36' 45" OL  | 29256  | Meer afbeeldingen |
| Breed huis met geverfde rechte gevel | Woonhuis                  |                                                |                         | Latijnse Schoolstraat 15             | 51° 30' 0" NB, 3° 36' 46" OL  | 29257  | Meer afbeeldingen |
| Huis met gepleisterde lijstgevel | Woonhuis                  |                                                |                         | Latijnse Schoolstraat 19             | 51° 29' 60" NB, 3° 36' 46" OL | 29258  | Huis met gepleisterde lijstgevel                                                                                        |
| Herplaatste poort met natuurstenen blokken | Grensafbakening           |                                                |                         | Latijnse Schoolstraat bij 19         | 51° 30' 1" NB, 3° 36' 47" OL  | 29259  | Upload foto |
| Watertoren | Nutsbedrijf               | 1891/1892                                      | Th. Stang               | Molenwater 2A                        | 51° 30' 10" NB, 3° 36' 41" OL | 508342 | Meer afbeeldingen |
| Muziektent | Welzijn, kunst en cultuur | 1865                                           |                         | Molenwater tegenover 91              | 51° 30' 15" NB, 3° 36' 54" OL | 508329 | Muziektent |
| Commerciehuis | Pakhuis                   |                                                |                         | Molenwater 97                        | 51° 30' 17" NB, 3° 36' 57" OL | 29289  | Commerciehuis |
| Koepoort | Poort                     |                                                |                         | Molenwater 101                       | 51° 30' 17" NB, 3° 37' 2" OL  | 29290  | Meer afbeeldingen |
| Huis genaamd 'Het geuske' | Woonhuis                  |                                                |                         | Molenwater 105                       | 51° 30' 16" NB, 3° 37' 3" OL  | 29292  | Meer afbeeldingen |
| Huis genaamd 'De rozeboom' | Woonhuis                  |                                                |                         | Molenwater 107                       | 51° 30' 15" NB, 3° 37' 3" OL  | 29291  | Meer afbeeldingen |
| Huis met geverfde lijstgevel | Woonhuis                  |                                                |                         | Molenwater 109                       | 51° 30' 15" NB, 3° 37' 3" OL  | 29293  | Meer afbeeldingen |
| Huis genaamd 'Maljaerd' | Woonhuis                  |                                                |                         | Molenwater 111                       | 51° 30' 15" NB, 3° 37' 3" OL  | 29294  | Meer afbeeldingen |
| Huis genaamd 'De kubus' | Woonhuis                  |                                                |                         | Molenwater 115                       | 51° 30' 14" NB, 3° 37' 4" OL  | 29295  | Meer afbeeldingen |
| Huis met gecementeerde rechte gevel | Woonhuis                  |                                                |                         | Molenwater 117                       | 51° 30' 14" NB, 3° 37' 4" OL  | 29296  | Meer afbeeldingen |
| Huis met rechte gevel op hardstenen plint | Woonhuis                  |                                                |                         | Molenwater 119                       | 51° 30' 14" NB, 3° 37' 4" OL  | 29297  | Meer afbeeldingen |
| Pand onder een schilddak met nr | Woonhuis                  |                                                |                         | Molenwater 121                       | 51° 30' 14" NB, 3° 37' 4" OL  | 29298  | Meer afbeeldingen |
| Pand onder een schilddak met nr 121 | Woonhuis                  |                                                |                         | Molenwater 123                       | 51° 30' 13" NB, 3° 37' 4" OL  | 29299  | Meer afbeeldingen |
| Voormalige burgemeesterswoning | Woonhuis                  | 1728 (gesticht) 1854 (uitgebreid)              |                         | Molenwater 125                       | 51° 30' 13" NB, 3° 37' 4" OL  | 29300  | Meer afbeeldingen |
| Huis met lijstgevel op hardstenen plint | Woonhuis                  |                                                |                         | Molenwater 127                       | 51° 30' 12" NB, 3° 37' 5" OL  | 29301  | Meer afbeeldingen |
| Huis met geverfde lijstgevel op smalle hardstenen plint | Woonhuis                  |                                                |                         | Molenwater 129                       | 51° 30' 12" NB, 3° 37' 5" OL  | 29302  | Meer afbeeldingen |
| Huis met geverfde lijstgevel | Woonhuis                  |                                                |                         | Molenwater 131                       | 51° 30' 12" NB, 3° 37' 5" OL  | 29303  | Meer afbeeldingen |
| Huis genaamd 'Den cleenen ijk' | Woonhuis                  |                                                |                         | Molenwater 133                       | 51° 30' 12" NB, 3° 37' 5" OL  | 29304  | Meer afbeeldingen |
| Huis genaamd 'Den grooten ijk' | Woonhuis                  |                                                |                         | Molenwater 135                       | 51° 30' 12" NB, 3° 37' 5" OL  | 29305  | Meer afbeeldingen |
| Hoekhuis met geverfde rechte gevels, aan de zijde van het molenwater en idem aan de zijde van de verwerijstraat | Werk-woonhuis             |                                                |                         | Molenwater 137                       | 51° 30' 11" NB, 3° 37' 5" OL  | 29306  | Meer afbeeldingen |
| Huis met geverfde lijstgevel op hardstenen plint | Woonhuis                  |                                                |                         | Molstraat 1                          | 51° 30' 5" NB, 3° 37' 6" OL   | 29307  | Meer afbeeldingen |
| Hoekpand met lijstgevel aan de zijde van de Dam en gecementeerde langsgevel aan de Molstraat | Woonhuis                  | 17e-18e eeuw                                   |                         | Molstraat 2                          | 51° 30' 4" NB, 3° 37' 7" OL   | 29317  | Meer afbeeldingen |
| Huis met rechte gevel | Woonhuis                  |                                                |                         | Molstraat 3                          | 51° 30' 5" NB, 3° 37' 6" OL   | 29309  | Huis met rechte gevel                                                                                                   |
| Het Franse Schilt | Woonhuis                  |                                                |                         | Molstraat 5                          | 51° 30' 5" NB, 3° 37' 6" OL   | 29308  | Het Franse Schilt |
| Hoekpand met lijstgevels aan de Pijpstraat en aan de Molstraat | Woonhuis                  | 18e eeuw                                       |                         | Molstraat 6                          | 51° 30' 6" NB, 3° 37' 6" OL   | 29318  | Meer afbeeldingen |
| Huis genaamd 'De witte swane' met lijstgevel | Woonhuis                  |                                                |                         | Molstraat 10                         | 51° 30' 7" NB, 3° 37' 6" OL   | 29319  | Meer afbeeldingen |
| Huis met geverfde lijstgevel | Woonhuis                  |                                                |                         | Molstraat 11                         | 51° 30' 6" NB, 3° 37' 6" OL   | 29310  | Meer afbeeldingen |
| Huis genaamd 'De drij glase ruytten' met rechte gevel | Woonhuis                  |                                                |                         | Molstraat 12                         | 51° 30' 7" NB, 3° 37' 6" OL   | 29320  | Meer afbeeldingen |
| Civilien | Woonhuis                  |                                                |                         | Molstraat 13                         | 51° 30' 6" NB, 3° 37' 5" OL   | 29311  | Meer afbeeldingen |
| Huis met rechte bepleisterde gevel | Woonhuis                  |                                                |                         | Molstraat 14                         | 51° 30' 7" NB, 3° 37' 6" OL   | 29321  | Meer afbeeldingen |
| Huis met gepleisterde lijstgevel | Woonhuis                  |                                                |                         | Molstraat 15                         | 51° 30' 7" NB, 3° 37' 6" OL   | 29313  | Meer afbeeldingen |
| Huis met gepleisterde ingezwenkte lijstgevel | Woonhuis                  |                                                |                         | Molstraat 17                         | 51° 30' 7" NB, 3° 37' 6" OL   | 29314  | Meer afbeeldingen |
| Huis met gepleisterde lijstgevel en getoogde dakkapellen | Woonhuis                  |                                                |                         | Molstraat 19                         | 51° 30' 7" NB, 3° 37' 6" OL   | 29312  | Meer afbeeldingen |
| Huis met gepleisterde lijstgevel | Woonhuis                  |                                                |                         | Molstraat 21                         | 51° 30' 7" NB, 3° 37' 5" OL   | 29315  | Meer afbeeldingen |
| Huis met geverfde rechte gevel, kroonlijst met triglyphen en modillons, evenals de voordeuromlijsting | Woonhuis                  |                                                |                         | Molstraat 23                         | 51° 30' 7" NB, 3° 37' 5" OL   | 29316  | Meer afbeeldingen |
| Hofje Onder den Toren | Sociale zorg, liefdadigh. | 1942-1943                                      |                         | Nieuwe Kerkgang 1                    | 51° 29' 57" NB, 3° 36' 54" OL | 499661 | Meer afbeeldingen |
| Koorkerk | Kerk en kerkonderdeel     | ca. 1300                                       |                         | Onder de Toren                       | 51° 29' 59" NB, 3° 36' 54" OL | 28671  | Koorkerk |
| Abdijtoren | Klooster, kloosteronderdl | tweede helft 14e eeuw                          |                         | Onder de Toren                       | 51° 29' 58" NB, 3° 36' 53" OL | 28674  | Meer afbeeldingen |
| Oostkerk | Kerk en kerkonderdeel     |                                                |                         | Oostkerkplein 1                      | 51° 30' 10" NB, 3° 37' 14" OL | 29376  | Meer afbeeldingen |
| Pakhuis 'Demarary' | Opslag                    |                                                |                         | Oostkerkplein 5                      | 51° 30' 12" NB, 3° 37' 14" OL | 29377  | Meer afbeeldingen |
| Huis met lijstgevel | Woonhuis                  |                                                |                         | Oostkerkplein 9                      | 51° 30' 11" NB, 3° 37' 15" OL | 29379  | Meer afbeeldingen |
| Huis met lijstgevel | Woonhuis                  |                                                |                         | Oostkerkplein 12                     | 51° 30' 10" NB, 3° 37' 16" OL | 29380  | Meer afbeeldingen |
| De Bogt van Guinee | Woonhuis                  |                                                |                         | Oostkerkplein 13                     | 51° 30' 10" NB, 3° 37' 16" OL | 29381  | Meer afbeeldingen |
| Pakhuis | Opslag                    |                                                |                         | Oostkerkplein 16                     | 51° 30' 9" NB, 3° 37' 14" OL  | 29383  | Meer afbeeldingen |
| Pand met gecementeerde puntgevel | Woonhuis                  |                                                |                         | Oostkerkplein 18                     | 51° 30' 9" NB, 3° 37' 14" OL  | 29384  | Meer afbeeldingen |
| Pand met gepleisterde rechte gevel | Woonhuis                  |                                                |                         | Oostkerkplein 19                     | 51° 30' 9" NB, 3° 37' 13" OL  | 29385  | Meer afbeeldingen |
| Huis met gepleisterde lijstgevel | Woonhuis                  |                                                |                         | Oostkerkplein 20                     | 51° 30' 9" NB, 3° 37' 13" OL  | 29386  | Meer afbeeldingen |
| Pakhuis met kruisramen, diefijzers en hijsbalk | Opslag                    |                                                |                         | Oostkerkplein 22                     | 51° 30' 10" NB, 3° 37' 13" OL | 29387  | Meer afbeeldingen |
| Huis met gecementeerde rechte gevel | Werk-woonhuis             |                                                |                         | Pijpstraat 1A                        | 51° 30' 6" NB, 3° 37' 7" OL   | 29412  | Huis met gecementeerde rechte gevel                                                                                     |
| De Arabier | Industrie                 | 1900-1901                                      |                         | Pijpstraat 23                        | 51° 30' 6" NB, 3° 37' 11" OL  | 508345 | Meer afbeeldingen |
| Huis met trapgevel | Woonhuis                  |                                                |                         | Pijpstraat 32                        | 51° 30' 6" NB, 3° 37' 13" OL  | 29415  | Meer afbeeldingen |
| Pand met geverfde lijstgevel | Woonhuis                  |                                                |                         | Pijpstraat 37                        | 51° 30' 6" NB, 3° 37' 12" OL  | 29413  | Meer afbeeldingen |
| Pakhuis met gecementeerde afgeknotte topgevel met siervazen op de hoeken | Pakhuis                   |                                                |                         | Pijpstraat 41                        | 51° 30' 6" NB, 3° 37' 12" OL  | 29414  | Meer afbeeldingen |
| Huis met lijstgevel | Werk-woonhuis             |                                                |                         | Reigerstraat 1                       | 51° 29' 59" NB, 3° 36' 57" OL | 29416  | Meer afbeeldingen |
| Huis met bepleisterde rechte gevel en eenvoudige voordeuromlijsting | Werk-woonhuis             |                                                |                         | Reigerstraat 2                       | 51° 29' 58" NB, 3° 36' 56" OL | 29420  | Upload foto |
| Huis met gecementeerde afgeknotte puntgevel | Woonhuis                  |                                                |                         | Reigerstraat 3                       | 51° 29' 59" NB, 3° 36' 57" OL | 29417  | Meer afbeeldingen |
| Huis met geverfde lijstgevel | Woonhuis                  |                                                |                         | Reigerstraat 5                       | 51° 29' 58" NB, 3° 36' 57" OL | 29418  | Meer afbeeldingen |
| Huis met geverfde klokgevel | Werk-woonhuis             |                                                |                         | Reigerstraat 9                       | 51° 29' 59" NB, 3° 36' 58" OL | 29419  | Meer afbeeldingen |
| Huis met lijstgevel op natuurstenen plint | Woonhuis                  |                                                |                         | Schuitvlotstraat 3                   | 51° 30' 6" NB, 3° 37' 14" OL  | 29454  | Meer afbeeldingen |
| Huis met gepleisterde rechte gevel | Woonhuis                  |                                                |                         | Schuitvlotstraat 5                   | 51° 30' 7" NB, 3° 37' 14" OL  | 29455  | Meer afbeeldingen |
| Huis met rechte gevel | Woonhuis                  |                                                |                         | Schuitvlotstraat 7                   | 51° 30' 7" NB, 3° 37' 14" OL  | 29456  | Meer afbeeldingen |
| Huis genaamd 'De dry stockvissen' | Woonhuis                  |                                                |                         | Schuitvlotstraat 17                  | 51° 30' 8" NB, 3° 37' 14" OL  | 29457  | Huis genaamd 'De dry stockvissen'                                                                                       |
| Huis met rechte gevel | Woonhuis                  |                                                |                         | Schuitvlotstraat 19                  | 51° 30' 8" NB, 3° 37' 14" OL  | 29458  | Huis met rechte gevel                                                                                                   |
| Huis met geverfde rechte gevel in lijst gedateerd 1727 | Woonhuis                  |                                                |                         | Schuitvlotstraat 25                  | 51° 30' 9" NB, 3° 37' 15" OL  | 29459  | Meer afbeeldingen |
| Huis met rechte gevel | Woonhuis                  |                                                |                         | Singelstraat 1                       | 51° 30' 8" NB, 3° 37' 6" OL   | 29493  | Meer afbeeldingen |
| Hoekpand met gepleisterde lijstgevels aan de Molstraat en aan de Singelstraat | Woonhuis                  |                                                |                         | Singelstraat 2                       | 51° 30' 7" NB, 3° 37' 6" OL   | 29322  | Meer afbeeldingen |
| Huis genaamd 'Den laurierboom', rechte bakstenen gevel op smalle hardstenen voet met zwartgeschilderde banden | Woonhuis                  |                                                |                         | Singelstraat 2A                      | 51° 30' 7" NB, 3° 37' 7" OL   | 29516  | Meer afbeeldingen |
| Huis met gepleisterde lijstgevel | Woonhuis                  |                                                |                         | Singelstraat 3                       | 51° 30' 8" NB, 3° 37' 6" OL   | 29494  | Meer afbeeldingen |
| Huis met rechte gevel | Woonhuis                  |                                                |                         | Singelstraat 4                       | 51° 30' 7" NB, 3° 37' 7" OL   | 29517  | Meer afbeeldingen |
| Huis met geverfde rechte gevel | Woonhuis                  |                                                |                         | Singelstraat 5                       | 51° 30' 8" NB, 3° 37' 7" OL   | 29495  | Meer afbeeldingen |
| Huis genaamd 'Het bordeaux oxhooft' | Woonhuis                  |                                                |                         | Singelstraat 6                       | 51° 30' 7" NB, 3° 37' 8" OL   | 29518  | Meer afbeeldingen |
| Huis met gepleisterde rechte gevel, kroonlijst met datering 1789 en eenvoudige consoles | Woonhuis                  |                                                |                         | Singelstraat 7                       | 51° 30' 8" NB, 3° 37' 7" OL   | 29496  | Meer afbeeldingen |
| Huis met rechte gevel en schilddak met zware hoekschoorstenen | Woonhuis                  |                                                |                         | Singelstraat 8                       | 51° 30' 7" NB, 3° 37' 8" OL   | 29519  | Meer afbeeldingen |
| Huis met rechte gevel | Woonhuis                  |                                                |                         | Singelstraat 9                       | 51° 30' 8" NB, 3° 37' 8" OL   | 29497  | Meer afbeeldingen |
| Huis genaamd 'Congnac oxhooft' met rechte gevel op gepleisterde plint | Woonhuis                  |                                                |                         | Singelstraat 10                      | 51° 30' 7" NB, 3° 37' 8" OL   | 29520  | Meer afbeeldingen |
| Huis met rechte gevel | Woonhuis                  |                                                |                         | Singelstraat 11                      | 51° 30' 8" NB, 3° 37' 8" OL   | 29498  | Meer afbeeldingen |
| Huis met rechte gevel op hardstenen plint | Woonhuis                  |                                                |                         | Singelstraat 13                      | 51° 30' 8" NB, 3° 37' 9" OL   | 29499  | Meer afbeeldingen |
| Huis met rechte gevel op smalle hardstenen plint | Woonhuis                  |                                                |                         | Singelstraat 14                      | 51° 30' 7" NB, 3° 37' 9" OL   | 29521  | Meer afbeeldingen |
| Huis genaamd 'Romerswaele' met rechte gevel op hardstenen plint | Woonhuis                  |                                                |                         | Singelstraat 15                      | 51° 30' 8" NB, 3° 37' 9" OL   | 29500  | Meer afbeeldingen |
| Huis met klokgevel | Woonhuis                  |                                                |                         | Singelstraat 16                      | 51° 30' 7" NB, 3° 37' 9" OL   | 29522  | Meer afbeeldingen |
| Huis genaamd 'Vinckeboom' met rechte gevel | Woonhuis                  |                                                |                         | Singelstraat 17                      | 51° 30' 8" NB, 3° 37' 10" OL  | 29501  | Meer afbeeldingen |
| Huis met eenvoudige lijstgevel en schilddak aan de straat | Woonhuis                  |                                                |                         | Singelstraat 18                      | 51° 30' 8" NB, 3° 37' 9" OL   | 29523  | Meer afbeeldingen |
| Huis met gecementeerde rechte gevel onder schilddak, in lijst gedateerd 1713 | Woonhuis                  |                                                |                         | Singelstraat 19                      | 51° 30' 8" NB, 3° 37' 10" OL  | 29502  | Meer afbeeldingen |
| Huis met in blokken gepleisterde lijstgevel | Woonhuis                  |                                                |                         | Singelstraat 23                      | 51° 30' 8" NB, 3° 37' 10" OL  | 29503  | Meer afbeeldingen |
| De Glazen Kasse | Woonhuis                  |                                                |                         | Singelstraat 25                      | 51° 30' 8" NB, 3° 37' 11" OL  | 29504  | Meer afbeeldingen |
| Der Goude | Woonhuis                  |                                                |                         | Singelstraat 27                      | 51° 30' 8" NB, 3° 37' 11" OL  | 29505  | Meer afbeeldingen |
| De Witte Engel | Woonhuis                  |                                                |                         | Singelstraat 29                      | 51° 30' 8" NB, 3° 37' 12" OL  | 29506  | Meer afbeeldingen |
| Huis genaamd 'De cust van cormandel' | Woonhuis                  |                                                |                         | Singelstraat 31                      | 51° 30' 8" NB, 3° 37' 12" OL  | 29507  | Meer afbeeldingen |
| Huis met geverfde lijstgevel | Woonhuis                  |                                                |                         | Singelstraat 33                      | 51° 30' 8" NB, 3° 37' 13" OL  | 29508  | Meer afbeeldingen |
| Huis met gecementeerde lijstgevel | Woonhuis                  |                                                |                         | Singelstraat 35                      | 51° 30' 8" NB, 3° 37' 13" OL  | 29509  | Meer afbeeldingen |
| Pand | Woonhuis                  | waarschijnlijk 16e eeuw                        |                         | Singelstraat 37                      | 51° 30' 8" NB, 3° 37' 13" OL  | 29510  | Meer afbeeldingen |
| Hoekpand met verdieping en zadeldak | Woonhuis                  | 17e eeuw (oorsprong)                           |                         | Singelstraat 39                      | 51° 30' 8" NB, 3° 37' 14" OL  | 29511  | Meer afbeeldingen |
| Huis met geverfde lijstgevel | Woonhuis                  |                                                |                         | Singelstraat 60                      | 51° 30' 7" NB, 3° 37' 12" OL  | 29524  | Huis met geverfde lijstgevel                                                                                            |
| Huis met smalle gepleisterde lijstgevel en eenvoudige voordeuromlijsting | Woonhuis                  |                                                |                         | Singelstraat 62                      | 51° 30' 7" NB, 3° 37' 12" OL  | 29525  | Huis met smalle gepleisterde lijstgevel en eenvoudige voordeuromlijsting                                                |
| Blauwe of Gistpoort | Klooster, kloosteronderdl | 1509-1512                                      |                         | Sint Pieterstraat 48                 | 51° 30' 0" NB, 3° 36' 58" OL  | 29394  | Meer afbeeldingen |
| Huis met gepleisterde lijstgevel. Aansluitend zijbouw. Rozetbovenlicht. Stoep | Woonhuis                  | 18e/19e eeuw                                   |                         | Spanjaardstraat 1                    | 51° 30' 6" NB, 3° 36' 57" OL  | 29528  | Huis met gepleisterde lijstgevel. Aansluitend zijbouw. Rozetbovenlicht. Stoep                                           |
| Huis met brede gecementeerde rechte gevel en zijtopgevel met vlechtingen | Woonhuis                  | 18e-19e eeuw                                   |                         | Spanjaardstraat 5                    | 51° 30' 6" NB, 3° 36' 57" OL  | 29529  | Meer afbeeldingen |
| Huis met gecementeerde lijstgevel. Dubbele voordeur. Stoep | Woonhuis                  | 17e-18e eeuw                                   |                         | Spanjaardstraat 9                    | 51° 30' 6" NB, 3° 36' 58" OL  | 29530  | Meer afbeeldingen |
| Huis met rechte gevel. Kroonlijst met consoles. Eenvoudige voordeuromlijsting. Stoep | Woonhuis                  | 18e eeuw                                       |                         | Spanjaardstraat 13                   | 51° 30' 6" NB, 3° 36' 58" OL  | 29531  | Meer afbeeldingen |
| Huis met trapgevel | Woonhuis                  | 17e eeuw                                       |                         | Spanjaardstraat 14                   | 51° 30' 5" NB, 3° 36' 57" OL  | 29552  | Meer afbeeldingen |
| Huis met rechte gevel. Stoep. | Woonhuis                  | 18e-19e eeuw                                   |                         | Spanjaardstraat 15                   | 51° 30' 6" NB, 3° 36' 58" OL  | 29532  | Meer afbeeldingen |
| Pand met verdieping en zadeldak, evenwijdig aan de straat in de huidige vorm van 19e-eeuws karakter | Woonhuis                  | 19e eeuw (huidige vorm)                        |                         | Spanjaardstraat 16                   | 51° 30' 5" NB, 3° 36' 57" OL  | 29553  | Meer afbeeldingen |
| Huis met pilastergevel. Benedenstuk vernieuwd en gepleisterd. Verdieping met jonische pilasters. In de kroonlijst datumsteen met jaartal 1646. Voordeuromlijsting. Stoep                                                                                     | Woonhuis                  | 1646                                           |                         | Spanjaardstraat 17                   | 51° 30' 6" NB, 3° 36' 58" OL  | 29533  | Meer afbeeldingen |
| Huis met geverfde lijstgevel | Winkel (G2)               | 18e eeuw                                       |                         | Spanjaardstraat 18                   | 51° 30' 5" NB, 3° 36' 57" OL  | 29554  | Meer afbeeldingen |
| Huis met gepleisterde rechte gevel in lijst gedateerd 1784. Voordeuromlijsting met consoles en rozetbovenlicht. Stoep | Woonhuis                  | 18e eeuw                                       |                         | Spanjaardstraat 19                   | 51° 30' 7" NB, 3° 36' 59" OL  | 29534  | Meer afbeeldingen |
| Huis met gecementeerde lijstgevel | Woonhuis                  | 17e-18e eeuw                                   |                         | Spanjaardstraat 20                   | 51° 30' 6" NB, 3° 36' 57" OL  | 29555  | Meer afbeeldingen |
| Huis met gepleisterde rechte gevel. Voordeuromlijsting in eenvoudige Lodewijk XVI trant. Stoep | Woonhuis                  | 18e eeuw                                       |                         | Spanjaardstraat 21                   | 51° 30' 7" NB, 3° 36' 59" OL  | 29535  | Meer afbeeldingen |
| Jonas in de Walvis | Woonhuis                  | 18e eeuw                                       |                         | Spanjaardstraat 23                   | 51° 30' 7" NB, 3° 36' 59" OL  | 29536  | Meer afbeeldingen |
| Huis met rechte gevel en gootlijst op klosjes | Woonhuis                  | 18e eeuw                                       |                         | Spanjaardstraat 25                   | 51° 30' 7" NB, 3° 36' 59" OL  | 29537  | Meer afbeeldingen |
| Huis met rechte gevel, kroonlijst met modillons | Woonhuis                  | 18e eeuw                                       |                         | Spanjaardstraat 27                   | 51° 30' 7" NB, 3° 36' 60" OL  | 29538  | Meer afbeeldingen |
| Huis met rechte gevel, kroonlijst met consoles | Woonhuis                  | 18e eeuw                                       |                         | Spanjaardstraat 29                   | 51° 30' 7" NB, 3° 36' 60" OL  | 29539  | Meer afbeeldingen |
| Huis met rechte gevel, lijst met consoles | Woonhuis                  | 18e eeuw                                       |                         | Spanjaardstraat 30                   | 51° 30' 6" NB, 3° 36' 58" OL  | 29556  | Meer afbeeldingen |
| Huis met geverfde lijstgevel, boven de pui overkragend | Woonhuis                  | 18e eeuw                                       |                         | Spanjaardstraat 31                   | 51° 30' 7" NB, 3° 37' 0" OL   | 29540  | Meer afbeeldingen |
| Huis met geverfde lijstgevel | Woonhuis                  | 18e eeuw                                       |                         | Spanjaardstraat 32                   | 51° 30' 6" NB, 3° 36' 58" OL  | 29557  | Meer afbeeldingen |
| Huis met geverfde rechte gevel | Woonhuis                  | 17e-19e eeuw                                   |                         | Spanjaardstraat 33                   | 51° 30' 7" NB, 3° 37' 0" OL   | 29541  | Meer afbeeldingen |
| Huis met geverfde rechte gevel, de gootlijst op klossen | Woonhuis                  | 17e-18e eeuw                                   |                         | Spanjaardstraat 34                   | 51° 30' 6" NB, 3° 36' 58" OL  | 29558  | Meer afbeeldingen |
| Huis met gepleisterde ingezwenkte tuitgevel op gepleisterde pui | Woonhuis                  | 18e eeuw                                       |                         | Spanjaardstraat 35                   | 51° 30' 7" NB, 3° 37' 1" OL   | 29542  | Meer afbeeldingen |
| Huis met lijstgevel | Woonhuis                  | 17e-18e eeuw                                   |                         | Spanjaardstraat 36                   | 51° 30' 6" NB, 3° 36' 59" OL  | 29559  | Meer afbeeldingen |
| Huis met trapgevel | Woonhuis                  | 18e eeuw                                       |                         | Spanjaardstraat 37                   | 51° 30' 7" NB, 3° 37' 1" OL   | 29543  | Meer afbeeldingen |
| Huis met geverfde lijstgevel | Woonhuis                  | 18e-19e eeuw                                   |                         | Spanjaardstraat 38                   | 51° 30' 6" NB, 3° 36' 59" OL  | 29560  | Meer afbeeldingen |
| Huis met gecementeerde afgeknotte topgevel | Woonhuis                  | 18e eeuw                                       |                         | Spanjaardstraat 39                   | 51° 30' 7" NB, 3° 37' 1" OL   | 29544  | Meer afbeeldingen |
| Huis met gepleisterde lijstgevel | Woonhuis                  | 18e eeuw                                       |                         | Spanjaardstraat 40                   | 51° 30' 6" NB, 3° 36' 59" OL  | 29561  | Meer afbeeldingen |
| Huis met rechte gevel | Woonhuis                  | 18e-19e eeuw                                   |                         | Spanjaardstraat 42                   | 51° 30' 6" NB, 3° 36' 59" OL  | 29562  | Meer afbeeldingen |
| Huis genaamd 'De hope' met puntgevel waarin natuurstenen banden, sierankers en boven de ramen van de verdieping bogen met op de sluitsteen een gebeeldhouwde mannen- resp                                                                                    | Woonhuis                  |                                                |                         | Spanjaardstraat 43                   | 51° 30' 7" NB, 3° 37' 2" OL   | 29545  | Meer afbeeldingen |
| Huis met geverfde rechte gevel | Woonhuis                  | 18e eeuw                                       |                         | Spanjaardstraat 44                   | 51° 30' 6" NB, 3° 36' 60" OL  | 29563  | Meer afbeeldingen |
| Huis met geverfde rechte gevel | Woonhuis                  | 18e eeuw                                       |                         | Spanjaardstraat 45                   | 51° 30' 7" NB, 3° 37' 2" OL   | 29546  | Meer afbeeldingen |
| Huis met lijstgevel | Woonhuis                  | 17e-18e eeuw                                   |                         | Spanjaardstraat 46                   | 51° 30' 6" NB, 3° 36' 60" OL  | 29564  | Meer afbeeldingen |
| Huis met rechte gevel | Woonhuis                  | 17e en later                                   |                         | Spanjaardstraat 48                   | 51° 30' 6" NB, 3° 37' 0" OL   | 29565  | Meer afbeeldingen |
| Huis met gepleisterde rechte gevel | Woonhuis                  | 18e eeuw                                       |                         | Spanjaardstraat 49                   | 51° 30' 8" NB, 3° 37' 3" OL   | 29547  | Meer afbeeldingen |
| Huis met lijstgevel | Woonhuis                  | 18e eeuw                                       |                         | Spanjaardstraat 51                   | 51° 30' 8" NB, 3° 37' 3" OL   | 29548  | Meer afbeeldingen |
| Huis met geverfde klokgevel | Woonhuis                  | 18e-19e eeuw                                   |                         | Spanjaardstraat 52                   | 51° 30' 6" NB, 3° 37' 1" OL   | 29566  | Meer afbeeldingen |
| Huis met rechte gevel op plint van hardsteen met zwartgeschilderd ornament | Handel en kantoor         | 1720 (jaartal)                                 |                         | Spanjaardstraat 53                   | 51° 30' 8" NB, 3° 37' 4" OL   | 29549  | Meer afbeeldingen |
| Huis met geverfde rechte gevel, gootlijst op klossen | Woonhuis                  | 18e eeuw                                       |                         | Spanjaardstraat 54                   | 51° 30' 7" NB, 3° 37' 1" OL   | 29567  | Meer afbeeldingen |
| Huis met lijstgevel | Woonhuis                  | 18e eeuw                                       |                         | Spanjaardstraat 55                   | 51° 30' 8" NB, 3° 37' 5" OL   | 29550  | Meer afbeeldingen |
| Huis met geverfde rechte gevel, gootlijst op gesneden kardoezen | Woonhuis                  | 17e eeuw                                       |                         | Spanjaardstraat 56                   | 51° 30' 7" NB, 3° 37' 1" OL   | 29568  | Meer afbeeldingen |
| Huis met gepleisterde rechte gevel | Woonhuis                  | 17e-18e eeuw                                   |                         | Spanjaardstraat 57                   | 51° 30' 8" NB, 3° 37' 5" OL   | 29551  | Meer afbeeldingen |
| Pand met rechte gevel, gesneden kardoezen onder de gootlijst, driehoekig bekroonde dakkapel. Parterre en op de verdieping ontlastingsbogen boven de vensters                                                                                                 | Woonhuis                  | 17e eeuw                                       |                         | Spanjaardstraat 58                   | 51° 30' 7" NB, 3° 37' 1" OL   | 29569  | Meer afbeeldingen |
| Huis met geverfde lijstgevel | Woonhuis                  | 17e eeuw                                       |                         | Spanjaardstraat 60                   | 51° 30' 7" NB, 3° 37' 2" OL   | 29570  | Meer afbeeldingen |
| Huis met gepleisterde rechte gevel | Woonhuis                  | 18e eeuw                                       |                         | Spanjaardstraat 62                   | 51° 30' 7" NB, 3° 37' 3" OL   | 29571  | Meer afbeeldingen |
| Huis met rechte gevel, in lijst gedateerd 1776 | Woonhuis                  | 1776 (gedateerd)                               |                         | Spanjaardstraat 64                   | 51° 30' 7" NB, 3° 37' 3" OL   | 29572  | Meer afbeeldingen |
| Huis met gepleisterde langsgevel, gootlijst op klossen | Woonhuis                  | 17e-18e eeuw                                   |                         | Spanjaardstraat 66                   | 51° 30' 7" NB, 3° 37' 3" OL   | 29573  | Meer afbeeldingen |
| Pand achter een gemeenschappelijke gevel met het buurhuis nr 70 | Bijgebouwen               | 18e eeuw                                       |                         | Spanjaardstraat 68                   | 51° 30' 7" NB, 3° 37' 4" OL   | 29574  | Meer afbeeldingen |
| Pand achter een gemeenschappelijke gevel met het buurhuis nr 68 | Bijgebouwen               | 18e eeuw                                       |                         | Spanjaardstraat 70                   | 51° 30' 7" NB, 3° 37' 4" OL   | 29575  | Meer afbeeldingen |
| Huis met gepleisterde rechte gevel | Woonhuis                  | 18e eeuw                                       |                         | Spanjaardstraat 74                   | 51° 30' 7" NB, 3° 37' 5" OL   | 29576  | Meer afbeeldingen |
| Apart genummerde zijingang in achterbouw van het pand Molstraat 23 | Onderdeel woningen e.d.   |                                                |                         | Spanjaardstraat 76                   | 51° 30' 7" NB, 3° 37' 5" OL   | 29577  | Meer afbeeldingen |
| Huis met puntgevel met vlechtingen | Woonhuis                  |                                                |                         | Spuistraat 1                         | 51° 30' 5" NB, 3° 37' 4" OL   | 29578  | Meer afbeeldingen |
| Huis met gepleisterde rechte gevel, overkragend op puibalk | Woonhuis                  |                                                |                         | Spuistraat 2                         | 51° 30' 5" NB, 3° 37' 4" OL   | 29582  | Meer afbeeldingen |
| Huis met puntgevel met vlechtingen | Woonhuis                  |                                                |                         | Spuistraat 3                         | 51° 30' 5" NB, 3° 37' 4" OL   | 29579  | Meer afbeeldingen |
| Huis met trapgevel, de treden met natuursteen afgedekt | Woonhuis                  |                                                |                         | Spuistraat 5                         | 51° 30' 5" NB, 3° 37' 3" OL   | 29580  | Meer afbeeldingen |
| Huis met trapgevel, treden met natuurstenen dekplaten | Woonhuis                  |                                                |                         | Spuistraat 7                         | 51° 30' 5" NB, 3° 37' 3" OL   | 29581  | Meer afbeeldingen |
| Pand met verdieping en zadeldak tussen puntgevels, evenwijdig aan de straat, wellicht 17e eeuw | Woonhuis                  |                                                |                         | Spuistraat 8                         | 51° 30' 5" NB, 3° 37' 4" OL   | 29583  | Meer afbeeldingen |
| Pakhuis met gecementeerde trapgevel | Pakhuis                   |                                                |                         | Spuistraat 10                        | 51° 30' 5" NB, 3° 37' 4" OL   | 29584  | Meer afbeeldingen |
| Huis met rechte gevel | Pakhuis                   |                                                |                         | Spuistraat 12                        | 51° 30' 6" NB, 3° 37' 4" OL   | 29585  | Meer afbeeldingen |
| Pand met verdieping en schilddak, met in de voorgevel laat middeleeuws metselwerk | Woonhuis                  |                                                |                         | Spuistraat 14                        | 51° 30' 6" NB, 3° 37' 4" OL   | 29586  | Meer afbeeldingen |
| Huis met rechte gecementeerde gevel | Woonhuis                  |                                                |                         | Spuistraat 30                        | 51° 30' 7" NB, 3° 37' 3" OL   | 29587  | Meer afbeeldingen |
| Afzonderlijk genummerde achterbouw van het hoekhuis Koepoortstraat | Gebouw                    |                                                |                         | Verwerijstraat 2                     | 51° 30' 11" NB, 3° 37' 6" OL  | 29613  | Meer afbeeldingen |
| Huis met trapgevel | Woonhuis                  |                                                |                         | Verwerijstraat 8                     | 51° 30' 11" NB, 3° 37' 6" OL  | 29614  | Meer afbeeldingen |
| De Vlijt | Opslag                    |                                                |                         | Verwerijstraat 26                    | 51° 30' 10" NB, 3° 37' 11" OL | 29615  | Meer afbeeldingen |
| De Glazenkast | Opslag                    | 1671                                           |                         | Verwerijstraat 28                    | 51° 30' 10" NB, 3° 37' 12" OL | 29616  | Meer afbeeldingen |
| Huis met gepleisterde tuitgevel met vlechtingen | Woonhuis                  |                                                |                         | Verwerijstraat 30                    | 51° 30' 10" NB, 3° 37' 13" OL | 29617  | Meer afbeeldingen |
| Pand met lijstgevel | Woonhuis                  |                                                |                         | Verwerijstraat 35                    | 51° 30' 11" NB, 3° 37' 10" OL | 29612  | Meer afbeeldingen |
| Openbare lagere school (School A) | Onderwijs en wetenschap   | 1893                                           |                         | Verwerijstraat 51                    | 51° 30' 12" NB, 3° 37' 12" OL | 508307 | Upload foto |
| Gymnastieklokaal bij School A | Sport en recreatie        | 1893                                           |                         | Verwerijstraat bij 53                | 51° 30' 12" NB, 3° 37' 12" OL | 508308 | Upload foto |
| Bolwerk ix bastion met voorliggende gracht | Gracht                    |                                                |                         | Vesting Middelburg                   | 51° 30' 15" NB, 3° 37' 13" OL | 482121 | Upload foto |
| Bolwerk vi bastion met voorliggende gracht | Gracht                    |                                                |                         | Vesting Middelburg                   | 51° 30' 15" NB, 3° 37' 13" OL | 482115 | Upload foto |
| Bolwerk viibastion met voorliggende gracht | Gracht                    |                                                |                         | Vesting Middelburg                   | 51° 30' 19" NB, 3° 36' 53" OL | 482117 | Upload foto |
| Bolwerk viii bastion met voorliggende gracht | Gracht                    |                                                |                         | Vesting Middelburg                   | 51° 30' 15" NB, 3° 37' 13" OL | 482119 | Upload foto |
| Courtine viii-ixcourtine met voorliggende gracht | Gracht                    |                                                |                         | Vesting Middelburg                   | 51° 30' 15" NB, 3° 37' 13" OL | 482120 | Upload foto |
| Courtine vii-viiicourtine met voorliggende gracht | Gracht                    |                                                |                         | Vesting Middelburg                   | 51° 30' 15" NB, 3° 37' 13" OL | 482118 | Upload foto |
| Courtine vi-vii courtine met voorliggende gracht | Gracht                    |                                                |                         | Vesting Middelburg                   | 51° 30' 15" NB, 3° 37' 13" OL | 482116 | Upload foto |
| Herenhuis, voormalig museum Koninklijk Zeeuwsch Genootschap der Wetenschappen, met tegen de zijkant in de tuin opgesteld een houten gevel afkomstig van een huis uit de Lange Delft                                                                          | Woonhuis                  |                                                |                         | Wagenaarstraat 1                     | 51° 30' 6" NB, 3° 36' 47" OL  | 29684  | Meer afbeeldingen |
| Huis met geverfde lijstgevel onder schilddak | Woonhuis                  |                                                |                         | Wagenaarstraat 2                     | 51° 30' 6" NB, 3° 36' 47" OL  | 29693  | Meer afbeeldingen |
| Huis met lijstgevel op natuurstenen plint | Woonhuis                  |                                                |                         | Wagenaarstraat 3                     | 51° 30' 6" NB, 3° 36' 48" OL  | 29685  | Meer afbeeldingen |
| Poortje | Transport                 |                                                |                         | Wagenaarstraat bij 4                 | 51° 30' 6" NB, 3° 36' 47" OL  | 29694  | Meer afbeeldingen |
| Huis met gepleisterde rechte gevel | Woonhuis                  |                                                |                         | Wagenaarstraat 5                     | 51° 30' 6" NB, 3° 36' 49" OL  | 29686  | Meer afbeeldingen |
| Huis met gepleisterde lijstgevel | Woonhuis                  |                                                |                         | Wagenaarstraat 6                     | 51° 30' 6" NB, 3° 36' 48" OL  | 29695  | Meer afbeeldingen |
| Huis met gepleisterde, met lijst afgesloten topgevel | Woonhuis                  |                                                |                         | Wagenaarstraat 8                     | 51° 30' 6" NB, 3° 36' 48" OL  | 29696  | Meer afbeeldingen |
| Huis met geverfde lijstgevel | Werk-woonhuis             |                                                |                         | Wagenaarstraat 9                     | 51° 30' 6" NB, 3° 36' 49" OL  | 29687  | Huis met geverfde lijstgevel                                                                                            |
| Huis met gepleisterde tuitgevel | Woonhuis                  |                                                |                         | Wagenaarstraat 10                    | 51° 30' 6" NB, 3° 36' 48" OL  | 29697  | Meer afbeeldingen |
| Huis met ingezwenkte gepleisterde lijstgevel | Woonhuis                  |                                                |                         | Wagenaarstraat 11                    | 51° 30' 6" NB, 3° 36' 50" OL  | 29688  | Meer afbeeldingen |
| De Gouden Poorte | Woonhuis                  |                                                |                         | Wagenaarstraat 12                    | 51° 30' 6" NB, 3° 36' 48" OL  | 29698  | Meer afbeeldingen |
| Huis met gecementeerde lijstgevel | Woonhuis                  |                                                |                         | Wagenaarstraat 13                    | 51° 30' 6" NB, 3° 36' 50" OL  | 29689  | Meer afbeeldingen |
| Huis met gepleisterde rechte gevel onder dubbele kap | Woonhuis                  |                                                |                         | Wagenaarstraat 14                    | 51° 30' 6" NB, 3° 36' 49" OL  | 29699  | Meer afbeeldingen |
| Huis met lijstgevel | Woonhuis                  |                                                |                         | Wagenaarstraat 15                    | 51° 30' 6" NB, 3° 36' 50" OL  | 29690  | Meer afbeeldingen |
| Huis met rechte gevel | Woonhuis                  |                                                |                         | Wagenaarstraat 16                    | 51° 30' 6" NB, 3° 36' 50" OL  | 29700  | Meer afbeeldingen |
| Huis met geverfde rechte gevel | Woonhuis                  |                                                |                         | Wagenaarstraat 17                    | 51° 30' 6" NB, 3° 36' 51" OL  | 29691  | Meer afbeeldingen |
| Huis met geverfde lijstgevel | Woonhuis                  |                                                |                         | Wagenaarstraat 18                    | 51° 30' 6" NB, 3° 36' 50" OL  | 29701  | Huis met geverfde lijstgevel                                                                                            |
| Huis met geverfde lijstgevel | Woonhuis                  |                                                |                         | Wagenaarstraat 20                    | 51° 30' 6" NB, 3° 36' 50" OL  | 29702  | Meer afbeeldingen |
| Huis met geverfde rechte gevel | Woonhuis                  |                                                |                         | Wagenaarstraat 22                    | 51° 30' 6" NB, 3° 36' 50" OL  | 29703  | Meer afbeeldingen |
| Huis met gepleisterde lijstgevel | Woonhuis                  |                                                |                         | Wagenaarstraat 24                    | 51° 30' 6" NB, 3° 36' 51" OL  | 29704  | Meer afbeeldingen |
| Pakhuis met geverfde lijstgevel | Woonhuis                  |                                                |                         | Wagenaarstraat 26                    | 51° 30' 6" NB, 3° 36' 51" OL  | 29705  | Meer afbeeldingen |
| Hoekhuis balans | Woonhuis                  |                                                |                         | Wagenaarstraat 30                    | 51° 30' 6" NB, 3° 36' 52" OL  | 29706  | Meer afbeeldingen |
| Sint-Augustinuskerk (voormalige Lutherse kerk) | Kerk en kerkonderdeel     |                                                |                         | Zuidsingel 70                        | 51° 30' 11" NB, 3° 36' 50" OL | 29713  | Meer afbeeldingen |
| V.m.IJkkantoor, thans Padvindershuis | Handel en kantoor         | 1739 (jaartal)                                 |                         | Zuidsingel 92                        | 51° 30' 11" NB, 3° 36' 54" OL | 29714  | Meer afbeeldingen |
| Bescheiden pandje met rechte gevel aan de straat | Woonhuis                  |                                                |                         | Zuidsingel 114                       | 51° 30' 9" NB, 3° 36' 58" OL  | 29715  | Meer afbeeldingen |
| Dubbel pand bestaande uit rechts een gedeelte met een eenvoudige tuitgevel met schuifvensters | Woonhuis                  |                                                |                         | Zuidsingel 116                       | 51° 30' 9" NB, 3° 36' 59" OL  | 29716  | Meer afbeeldingen |
| Pand zonder verdieping bescheiden pand met rechte gevel aan de straat | Woonhuis                  |                                                |                         | Zuidsingel 118                       | 51° 30' 9" NB, 3° 36' 59" OL  | 29717  | Meer afbeeldingen |
| Huis met op smalle hardstenen plint geplaatste rechte gevel, op de hoeken afgesloten door geblokte hardstenen pilasters | Woonhuis                  |                                                |                         | Zuidsingel 126                       | 51° 30' 9" NB, 3° 37' 1" OL   | 29718  | Huis met op smalle hardstenen plint geplaatste rechte gevel, op de hoeken afgesloten door geblokte hardstenen pilasters |